# Cosmina
Cosmina är ett släkte av tvåvingar. Cosmina ingår i familjen Rhiniidae.

## Dottertaxa tillCosmina, i alfabetisk ordning[1]
- Cosmina acoma
- Cosmina aenea
- Cosmina arabica
- Cosmina aucheri
- Cosmina bicolor
- Cosmina biplumosa
- Cosmina calida
- Cosmina claripennis
- Cosmina ebejeri
- Cosmina fishelsohni
- Cosmina fuscipennis
- Cosmina gracilis
- Cosmina griseoviridis
- Cosmina hainanensis
- Cosmina limbipennis
- Cosmina madagascariensis
- Cosmina maindroni
- Cosmina margaritae
- Cosmina maroccana
- Cosmina metallina
- Cosmina nepalica
- Cosmina nipae
- Cosmina par
- Cosmina petiolata
- Cosmina prasina
- Cosmina similans
- Cosmina simplex
- Cosmina testaceipes
- Cosmina thailandica
- Cosmina undulata
- Cosmina upembae
- Cosmina vanidae
- Cosmina villiersi
- Cosmina viridia
- Cosmina viridis